# 曲木細工

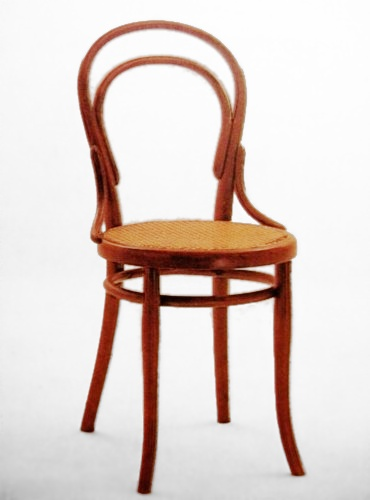
ベンドウッド・チェア No.14

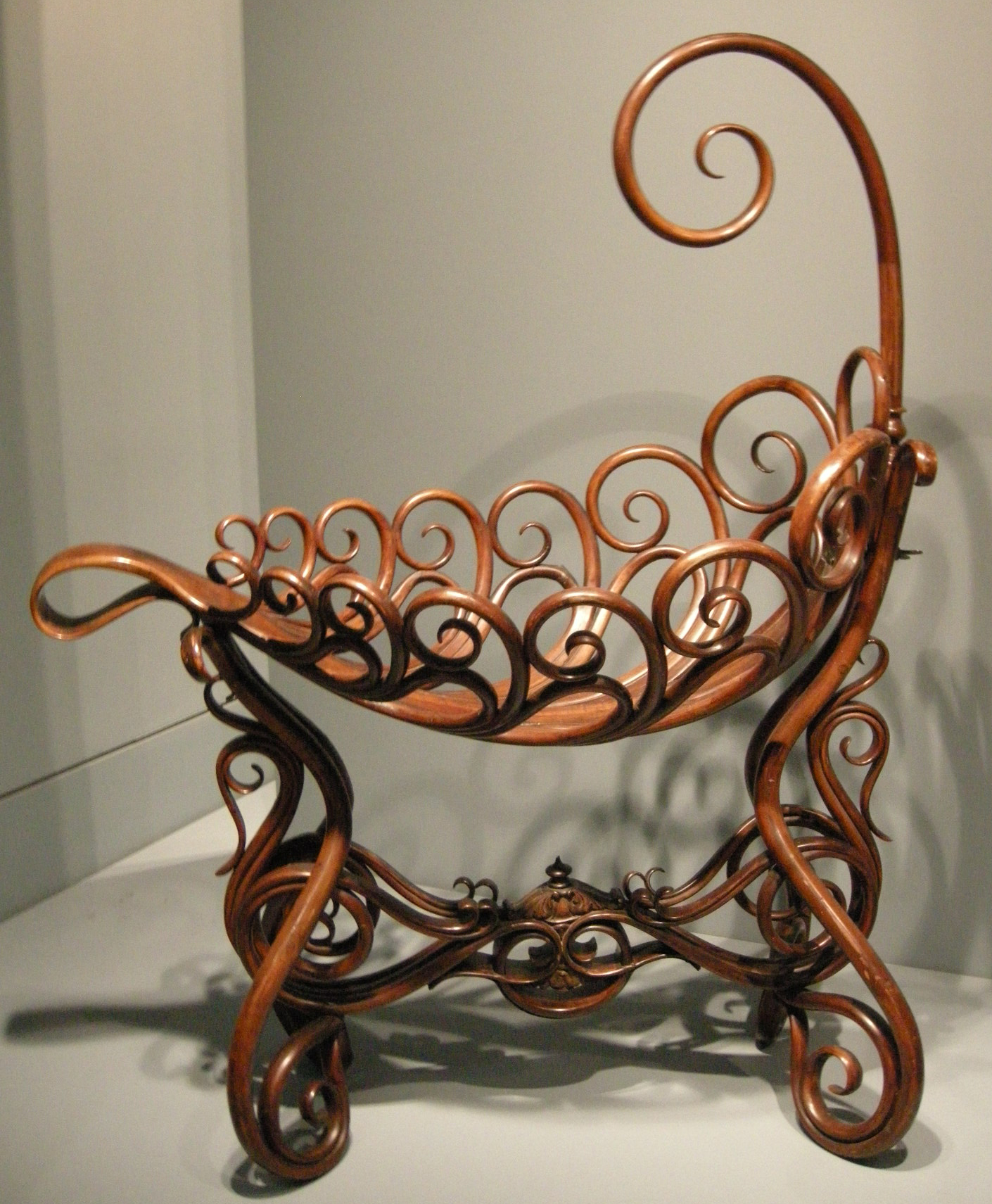
ゲブルダー・トーネットが製造したゆりかご、1870年ころ。

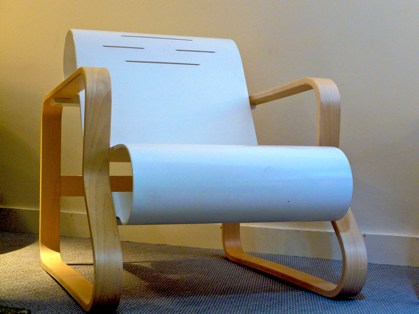
バーチの合板を曲木加工して製造するフィンランドのパイミオ・チェア。

曲木細工（まげきざいく）、ないし、ベントウッド (bentwood) は、木材を水に浸したり、蒸気に晒して水分を含ませた上で熱や圧力を加えて曲げ、次いで、金型に嵌め込んで乾燥させるなど堅くする加工をして曲線的な形状や模様などに整形する技法、また、その技法により製作された製品。
椅子などの家具の製造に用いられるほか、かつてもっぱら木製であったラケットや、自転車の車輪のリムも、この技法によって製造されていた。

## 家具
家具の分野では、この手法を用いてロッキングチェア（揺り椅子）、カフェチェア、その他の軽量家具が製造され、これらを曲木家具と称する。
近代的な曲木による家具生産の技術は、19世紀半ばにドイツ人ミヒャエル・トーネットが完成させたと言われている。この技術自体は、18世紀後半にはアメリカ合衆国のサミュエル・グラッグ (Samuel Gragg) らが発展させていたともされるが、トーネットは大量生産の仕組みを作り上げた点が重要な貢献であった。トーネットは、おもにブナ板を用いて、椅子を中心に曲木家具を量産する工場をオーストリアに設け、曲木椅子は、そこから西洋諸国へと普及した。特に人気の高かった「ナンバー14 (Nr 14)」は1859年から1930年にかけて、5千万脚を売り上げたとされ、現在までの通算では1億脚とも2億脚とも言われている。トーネットの曲木の特許は1869年に消滅し、その後は世界中で曲木家具が製造されるようになったが、彼が起こした事業ゲブルダー・トーネット (Gebrüder Thonet) として長く存続し、2006年にトーネット (Thonet GmbH) となった。
曲木細工の工程は、あらゆるタイプのカジュアルで形式ばらない家具類、特に、椅子類や卓状のもので広く用いられている。この技法は世界中の各地で家具製造に広く用いられており、堅く頑丈な茎の類で枠組みを製造した製品が、ヨーロッパをはじめとする西洋諸国へと輸入されている。

## 北アメリカ先住民の伝統的技術

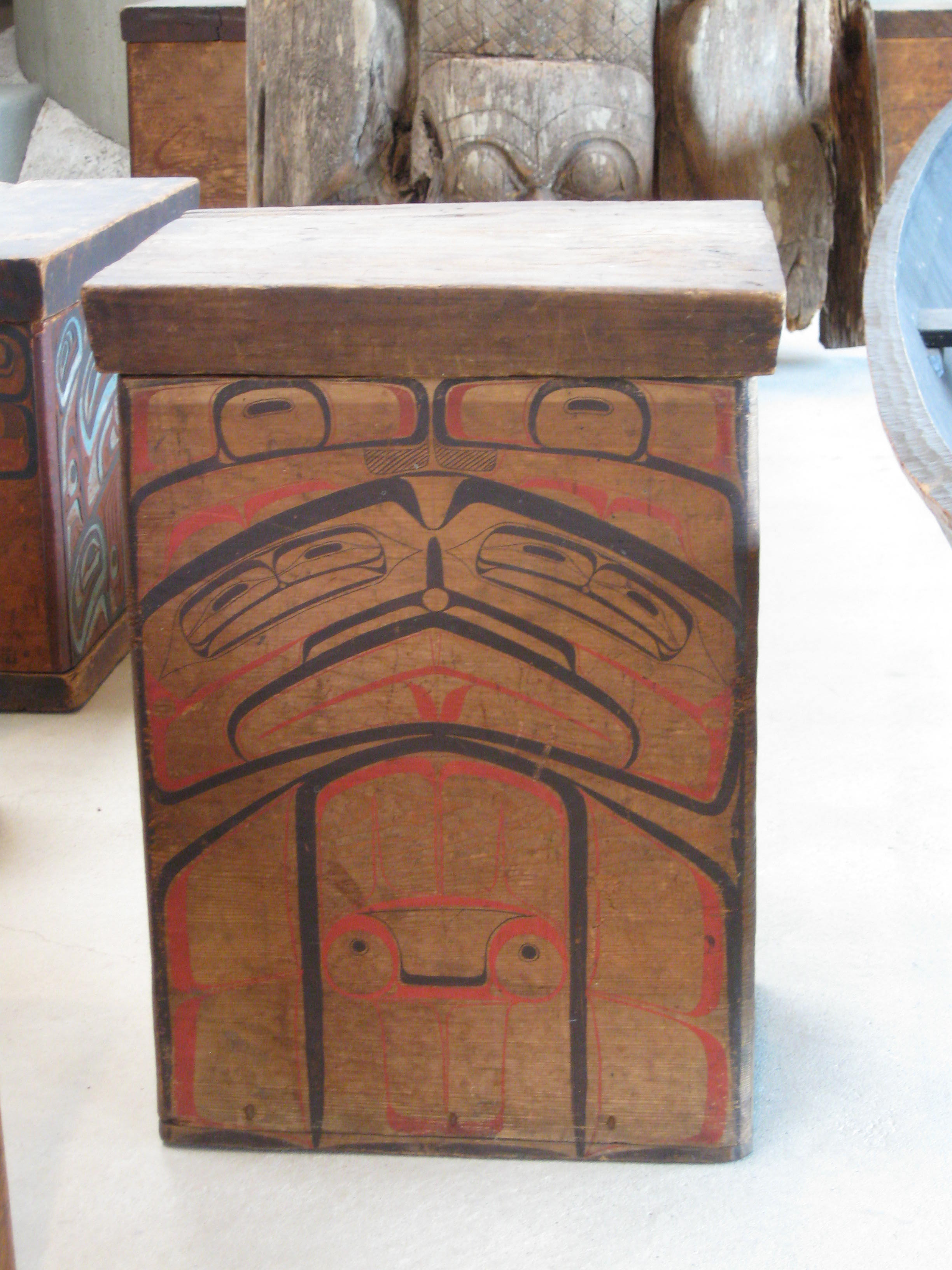
UBC人類学博物館に展示されている、ベイスギの板から制作されたツィムシアン族の曲木細工の箱、1880年代。

曲木細工による箱は、北アメリカの西海岸で、ハイダ族、ギックサン族、トリンギット族、ツィムシアン族、アリューティック族、アレウト族（ウナンガン）、ユピク族、イヌピアット族、北西海岸先住民など、ファースト・ネーションが伝統的に製造してきたものである。こうした曲木細工による箱は、一枚の板を蒸気に晒し、曲げて、箱の形状にする。こうして製造される箱の伝統的な用途は様々であり、食品や衣類の収納だけでなく、死者の埋葬にも用いられる。箱には装飾が施されないことも多いが、丹念に装飾される箱もある。今日では、多くが収集家のために製造されており、博物館、ギフトショップ、オンライン・サイトなどで販売されているほか、作家に直接委嘱されて制作されることもある。
アラスカのアレウト族（ウナンガン）は、曲木細工の技法を用いて流木から「チャグダクス (chagudax)」と称されるバイザー付きの狩猟帽を作る。このバイザーは、カヤックに乗る狩猟民が用いる。これによって水しぶきが顔にかからないようになり、音の聞こえ方が改善されると言われている。また、彩色されたり、ビーズやアシカのヒゲ、象牙の飾り物などで装飾されるものもある。このチャグダクスの製造技法が1980年代に復活したのは、アンドリュー・グロンホルトの功績とされている。今日のウナンガンの芸術家たちは、もっぱら儀礼用にチャグダクスを制作しており、一般の客への販売もおこなっている。

## 日本における曲木細工
日本でも、道具類などを作る小規模な曲木細工の技法は古くから知られており、平安時代に製作されたものが残っている例もある。もっぱら秋田杉を用いて製造される大館曲げわっぱのように、江戸時代から普及し、現代にも伝わる伝統工芸品の例もある。
近代的な曲木細工の技術がヨーロッパから日本へ移植されたのは、1907年ころであり、その後、東北地方の各地や、岐阜県の飛騨地域などに曲木細工を生かした工業製品の産地が形成された。1910年創業の秋田木工は、曲木の技法による家具製造で知られ、長く秋田県最大手の家具メーカーであった。2006年に大塚家具傘下に入った後も、日本を代表する曲木家具メーカーである。